# کاروانسرای شاه صفی
کاروانسرای شاه صفی بنای تاریخی قرن هفدهم واقع در روستای بالاخانی باکو مربوط به دوران صفوی است. این کاروانسرای در سال‌های ۱۶۳۵–۱۶۳۶ و در ایران دوره صفوی و رد زمان پادشاهی شاه صفی اول توسط استاد برهان و استاد بهبود ساخته شد. پلان کاروانسرای شاه صفی به شکل مستطیل و نسبت اضلاع آن ۱:۳ است. در ورودی کاروانسرا در جهت شمالشرق است.

## تاریخچه بنا
کاروانسرای شاه صفی در سال‌های ۱۶۳۵–۱۶۳۶ توسط استاد برهان و استاد بهبود ساخته شد. ساخت کاروانسرا به دستور شاه صفی اول، پادشاه صفوی انجام شد. این بنای تاریخی که مردم محلی آن را «بنای خواجه روح‌الله» می‌نامند، در مرکز این آبادی قرار دارد. در دوران شوروی و ابتدای استقلال آذربایجان از شوروی، این کاروانسرا به عنوان انبار مورد استفاده قرارگرفت. در سالهای ابتدایی استقلال آذربایجان از آن به عنوان رستوران استفاده می‌شد. بعدها با تلاش اهالی آبادی، فضای داخلی کاروانسرا مرمت شد و کارهای بهسازی اطراف آن انجام شد.
کتیبه ای به زبان فارسی در بالای در چوبی طاقدار این بنا وجود داشت. در حال حاضر با وجود اینکه این کتیبه در جای خود نیست، عکس نگاتیو آن با نام «کاروانسرای شاه صفی» به شماره ۱۴–۶۸ در آرشیو بنیاد تاریخی آکادمی ملی علوم جمهوری آذربایجان نگهداری می‌شود.
در سال ۱۹۶۸–۱۹۶۹، این بنای تاریخی مرمت شد. در کتیبه این بنا آمده است:
امر کرده است به ساخت این بنا، سلطان بزرگ من، در زمان حکومت شاهنشاه نامدار ما:
 شاه صفی الدین الحسین البهادرخان از طرفداران معروف حاج روح‌الله:
 مولانا حکمت الله بادکوبه‌ای در ماه رجب - سال هزار و چهل و پنجم هجری - استاد برهان، استاد بهبود ساخته شد.

## معماری
کاروانسرای شاه صفی در پلان خود مستطیلی کشیده با نسبت ابعاد تقریباً ۱:۳ است. ورودی کاروانسرا به سمت شمالشرقی است. اتاق داخل این بنا توسط ستون‌های قوس دار با برآمدگی قابل توجه به سه قسمت تقسیم می‌شود. ستونهای قوس‌دار از یک دیوار بنا خارج می‌شود به طرف دیوار مقابلش کشیده شده و آن را به سه قسمت تقسیم می‌کند و از ایجاد شکل راهرو مانند جلوگیری می‌کند. همچنین این ستون‌ها به عنوان یک قوس کمان‌مانند عمل کرده و دیوارها و سقف بنا را محکم می‌کنند. در گوشه‌های ساختمان (به جز نمای اصلی) و در وسط نماهای جانبی، برج‌ها قرار دارند. تمام برج‌ها قطر یکسانی دارند و با بالا رفتن باریکتر می‌شوند.
بالای در ورودی نمای اصلی کاروانسرا کتیبه قرار گرفته است. تاریخ ساخت بنا در کتیبه ذکر شده است.